# J.Crew
J.Crew est une marque américaine de prêt-à-porter, créée en 1983.

## Présentation
J.Crew possède plus d'un demi-millier de boutiques, dont très peu sont situés hors Amérique du Nord. Son président directeur général est Jenna Lyons. L'enseigne, plutôt preppy, commercialise des créations qualifiée de « chic accessible », éloignées de la Fast fashion par son positionnement prix supérieur. La marque devient de plus en plus populaire au fil du temps, notamment grâce à sa présidente.

## Historique
En 1983, la marque est créée sous l’égide de Popular Merchandise Inc. et commence en tant que catalogue, le Popular Club Plan. En 1989 Popular Merchandise Inc. devient J.Crew, Inc.,
En 2011, J.Crew est rachetée, pour près de 2,7 milliards de dollars par les fonds TPG et Leonard Green & Partners, qui détiennent respectivement 65 % et 24 % du capital. 
Après plusieurs années de rumeurs, J.Crew implante en mars 2015 sa première boutique à Paris en France.
Le 3 mai 2020 la presse évoque que la société, victime des conséquences de la pandémie de coronavirus, se  préparerait à déposer une demande de mise en faillite.